# Efstathios Tavlaridis
Efstathios Tavlaridis (griechisch Ευστάθιος Ταυλαρίδης, * 25. Januar 1980 in Serres, Griechenland) ist ein ehemaliger griechischer Fußballspieler.

## Karriere

### Verein
Seine Profikarriere begann Tavlaridis 1997 bei Iraklis Thessaloniki, wo er für vier Jahre unter Vertrag stand. In der Saison 2000/2001 absolvierte er seine ersten Europapokalspiele. Mit Iraklis erreichte er die zweite Hauptrunde, scheiterte jedoch dort trotz eines 3:2-Auswärtssiegs am 1. FC Kaiserslautern.
Im Anschließenden Sommer wechselte Tavlaridis zu Arsenal London in die englische Premier League. Bei Arsenal traf er auf die beiden von Trainer Arsène Wenger gesetzten Innenverteidiger Sol Campbell und Kolo Touré und absolvierte infolgedessen lediglich acht Pflichtspiele. Nur eines davon war ein Premier-League-Spiel, welches Arsenal im Mai 2003 mit 6:1 gegen Southampton FC gewinnen konnte. In seiner Zeit bei Arsenal konnte er mit der Meisterschaft sowie dem FA Cup und dem FA Community Shield drei Titel verbuchen. Nachdem Tavlaridis jedoch nur sporadisch zum Einsatz gekommen war, wurde er im Januar 2003 zuerst an Portsmouth FC und im anschließenden Sommer zum Saisonstart 2003/2004 an OSC Lille nach Frankreich ausgeliehen. Im darauf folgenden Sommer 2004 wurde Tavlaridis von Lille fest verpflichtet. Mit den Franzosen startete er 2004 im UEFA Intertoto Cup und erreichte eines der drei ausgetragenen Finale. Nach Hin- und Rückspiel setzte sich Lille gegen União Leiria aus Portugal durch und gewann somit das Startrecht für den UEFA-Pokal 2004/05, wo die Mannschaft erst im Achtelfinale knapp gegen den Ligakonkurrenten AJ Auxerre ausschied. 2007 wechselte Tavlaridis für eine Ablösesumme von 2,5 Mio. Euro zu AS Saint-Étienne. wo er für insgesamt drei Jahre unter Vertrag stand.
2010 kehrte Tavlaridis nach Griechenland zurück und unterzeichnete bei AE Larisa einen Vierjahresvertrag. Nachdem der Verein jedoch zum Ende der Saison 2010/2011 aus der ersten Liga absteigen musste, wurde der Vertrag mit Tavlaridis aufgelöst und er wechselte zu OFI Kreta. Nach nur einer Saison wechselte er zu Atromitos, wo er in den kommenden drei Jahren jeweils an der UEFA Europa League teilnahm.
Im Januar 2015 wechselte der mittlerweile 35-jährige Tavlaridis zu Panathinaikos Athen,.

### Nationalmannschaft
Tavlaridis bestritt 2005 während des in Deutschland ausgetragenen FIFA-Konföderationen-Pokals zwei Länderspiele für die griechische Nationalmannschaft. Trainer der griechischen Auswahl war zu diesem Zeitpunkt Otto Rehhagel. Zuvor bestritt er zwischen 1999 und 2001 19 Spiele für die U-21 Nationalmannschaft seines Landes.

## Erfolge
- Englischer Meister: 2002
- FA Cup: 2002
- FA Community Shield: 2002